# Чивита-д’Антино
Чивита-д’Антино (итал. Civita d’Antino) — коммуна в Италии, расположена в регионе Абруццо, подчиняется административному центру Л’Акуила.
Население составляет 1082 человека (на 2005 г.), плотность населения составляет 37,21 чел./км². Занимает площадь 29,08 км². Почтовый индекс — 67050. Телефонный код — 0863.
Покровителем коммуны почитается святой первомученик Стефан, празднование 19 августа.

## Связи с Данией
С 1883 года датский художник Кристиан Сартман каждый год посещал Чивита-д’Антино. Его примеру последовали и другие датские художники, такие как П. С. Кройер, Йоаким Сковгорд и другие. В течение нескольких лет, в том числе и благодаря работе датских художников в окрестностях Чивита-д’Антино, произошло значительное развитие натурализма в скандинавской живописи. Художники начали изображать более реалистические стороны повседневной жизни и пейзажи при различном освещении. Под воздействием итальянского света и природы, а также французского импрессионизма скандинавская живопись обогатилась новыми красками. В настоящее время во многих датских музеях выставлены картины с видами Чивита-д’Антино и окрестностей. В 1902 году Кристиан Сартман стал почётным жителем Чивита-д’Антино, а в 1930 году у въезда в город была установлена памятная табличка в его честь. Также в его честь названа площадь Piazzale Zahrtmann.

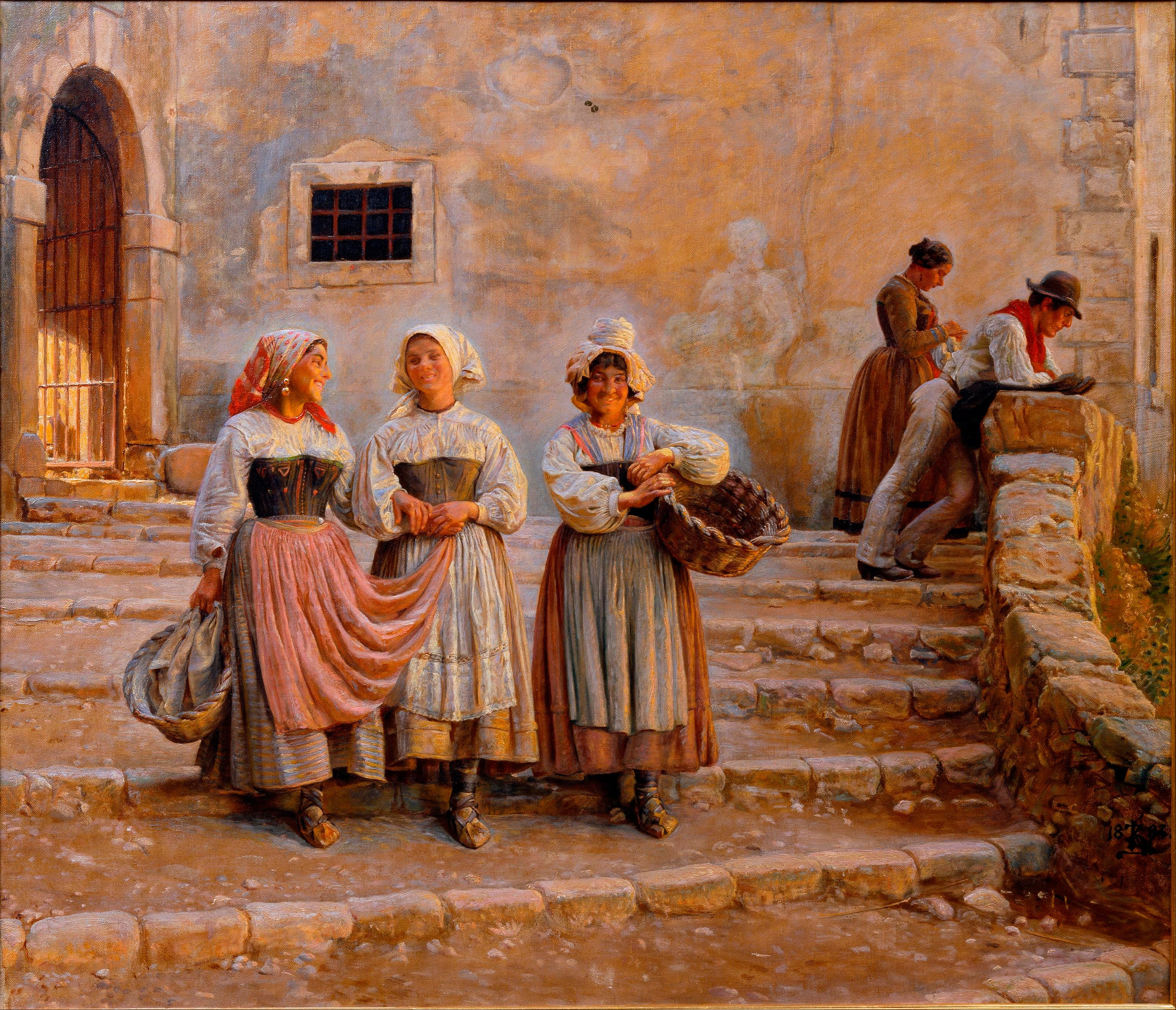
К. Сартман «Носильщицы лайма», 1883
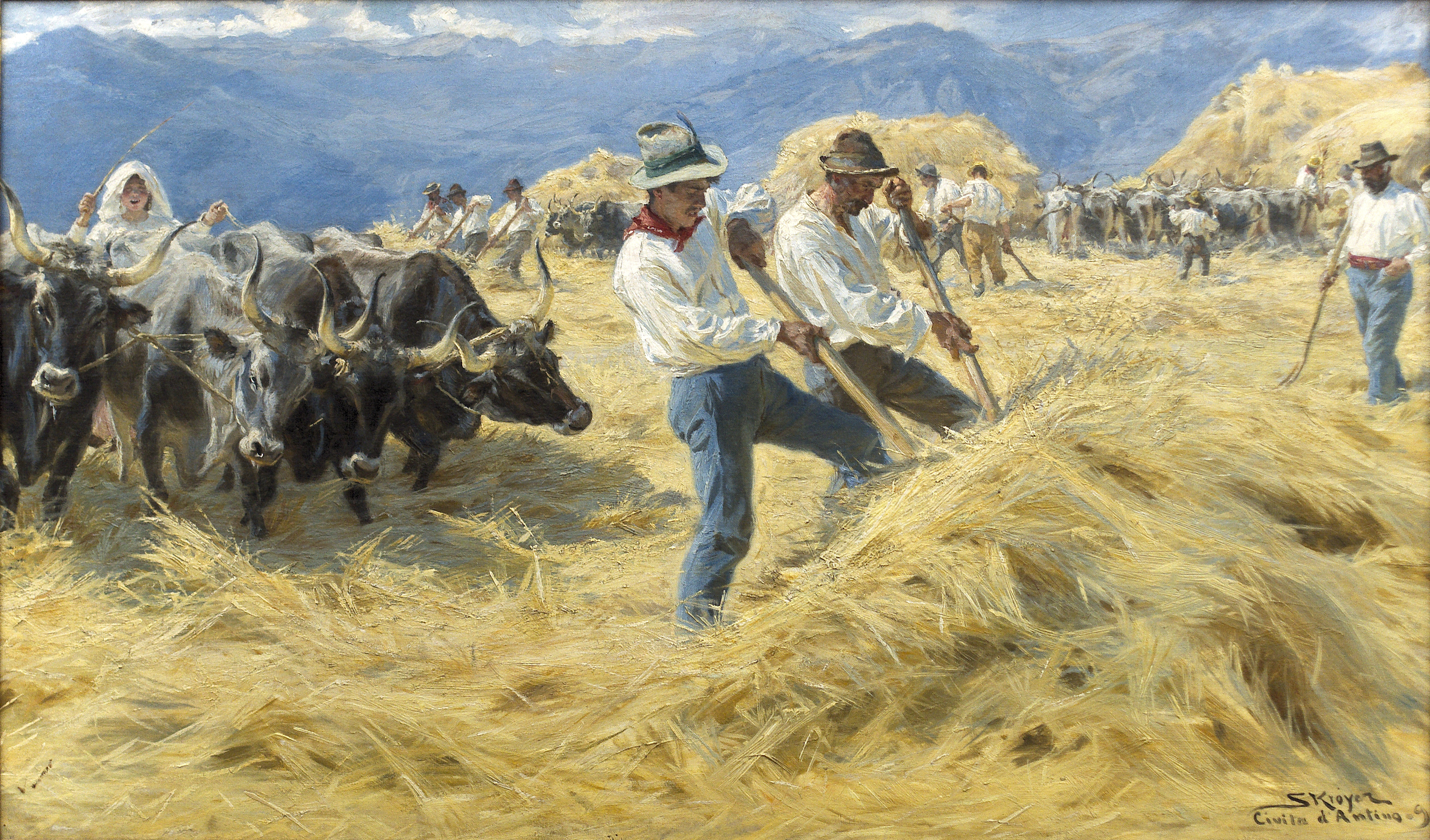
П. С. Кройер «Молотьба в Абруццо», 1890
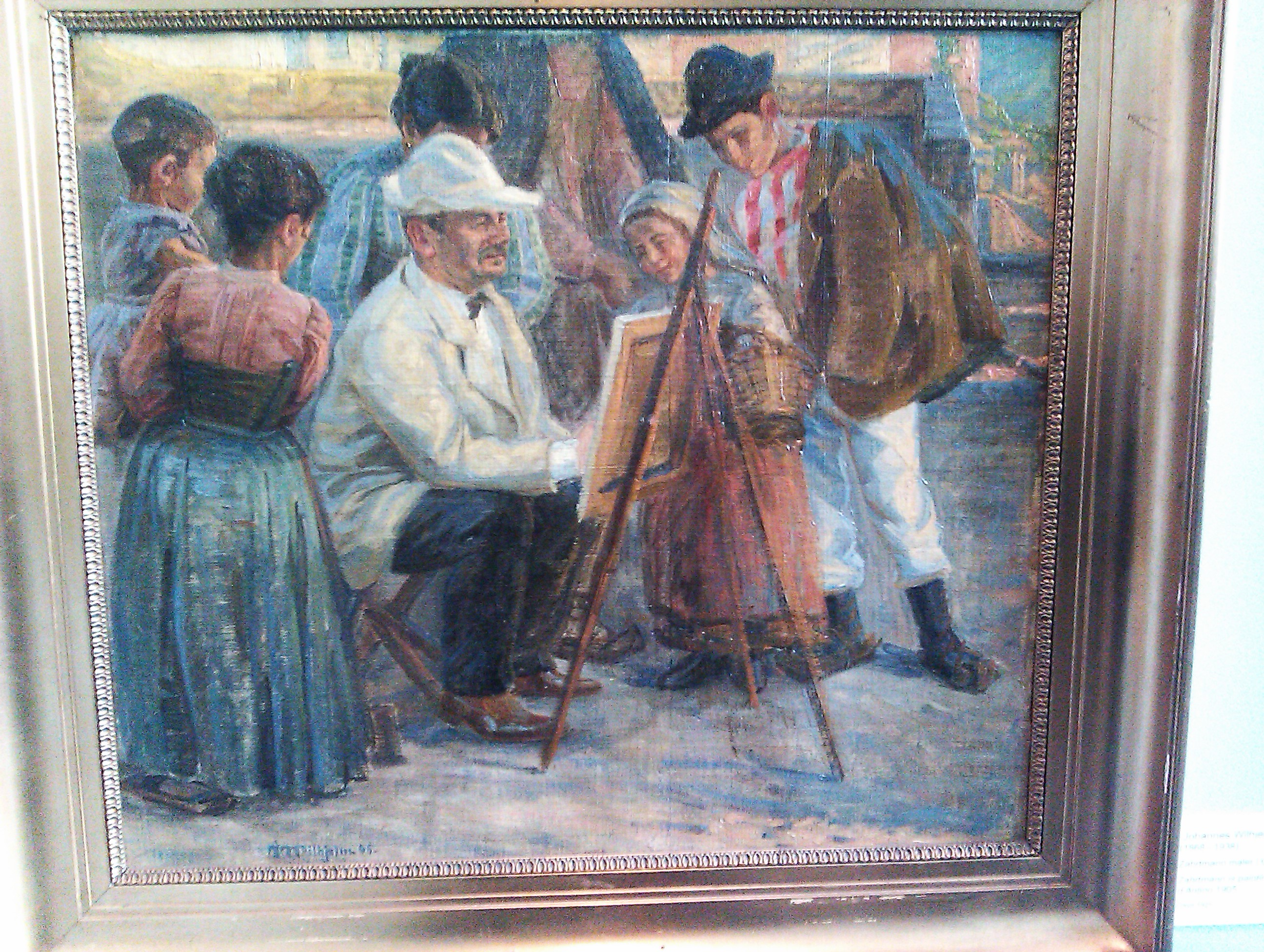
Йоханнес Вильем «Кристиан Сартман за рисованием в Чивита-д’Антино», 1905